# Silverton (Colorado)
Silverton è un centro abitato (town) degli Stati Uniti d'America, capoluogo di contea della contea di San Juan dello Stato del Colorado. Nel censimento del 2000 la popolazione era di 531 abitanti.

## Geografia fisica
Secondo i rilevamenti dell'United States Census Bureau, Silverton si estende su una superficie di 2,1 km².